# Omnivore (serie de televisión)
Omnivore es una serie documental estadounidense creada por René Redzepi y Matt Goulding, que fue producida por Fifth Season y se estrenó en Apple TV+ a partir del 19 de julio de 2024. La serie de ocho partes presenta etnografías de diversos ingredientes, incluidos chiles, cerdos, sal, café, maíz y arroz. La serie se inspiró parcialmente en Planeta Tierra y Anthony Bourdain: Parts Unknown.

## Episodios
| No | Título   | Director      | Fecha de lanzamiento | Locaciones |
| -- | -------- | ------------- | -------------------- | --- |
| 1  | "Chile"  | Drea Cooper   | 29 de julio de 2024  | - Donja Lokošnica, un pueblo de Serbia conocido por su pimentón. - Avery Island, Luisiana, La sede de la empresa McIlhenny, fabricante de salsa Tabasco. - Bangkok, Tailandia, para conocer a Prin Polsuk y Mint Jarukittikun de Samrub Samrub Thai. |
| 2  | "Tuna"   | Mateo Willis  | 29 de julio de 2024  | |
| 3  | "Salt"   | Drea Cooper   | 29 de julio de 2024  | |
| 4  | "Banana" |               | 29 de julio de 2024  | - Kerala, India para conocer a Vinod Sahadevan Nair, propietario de una de las colecciones privadas de banano más grandes del mundo. |
| 5  | "Pig"    | Isabel Coixet | 29 de julio de 2024  | - La Alberca, España |
| 6  | "Rice"   | Rintu Thomas  | 29 de julio de 2024  | - Kerala, India para conocer al agricultor orgánico Jayakrishnan Thazhathuveetil, que cultiva variedades tradicionales de arroz. |
| 7  | "Coffee" | Sami Khan     | 29 de julio de 2024  | - Durham, Carolina del Norte, USA para que Arthur Karuletwa pruebe café de Ruanda con el tostador de café alineado Areli Barrera Grodski en Little Waves Coffee Roasters.                                                                            |
| 8  | "Corn"   | Nicola Marsh  | 29 de julio de 2024  | |